# بوب فيلر
بوب فيلر (بالإنجليزية: Bob Feller)‏ (و. 1918 – 2010 م) هو لاعب كرة قاعدة  أمريكي، ولد في فان متر، بدأ مشواره المهني سنة 19 يوليو 1936، مركز لعبه هو مرسل مطلق ‏، توفي في كليفلاند، أوهايو، عن عمر يناهز 92 عاماً ، بسبب سرطان، وابيضاض الدم.

## التعليم
تعلم في American School of Correspondence ‏
.

## الخدمة العسكرية
خدم في بحرية الولايات المتحدة.